# Blaaskwint
De blaaskwint is het interval dat ontstaat door octaaftranspositie van de boventoon die bereikt wordt door overblazen van een aan één kant gesloten fluit, zoals een buisje van een panfluit. De blaaskwint bezit de akoestische eigenschap dat door overblazen niet de eerste boventoon tot klinken komt, maar de tweede, die in dit geval niet een reine kwint vormt met de grondtoon (tonica), maar een kwint die iets kleiner is dan de reine van 702 of de getempereerde van 700 cents. Aangenomen werd dat deze blaaskwint 678 cents bedroeg.

## Blaaskwintentheorie
In tegenstelling tot de gebruikelijke kwintencirkel is de blaaskwintencirkel pas gesloten na 23 stappen, resulterend in een reeks van 23 opeenvolgende tonen. Deze reeks werd gevonden door de Oostenrijkse muziekpedagoog en -theoreticus Erich von Hornbostel. Deze diende als basis voor de door hemzelf en Jaap Kunst verder uitgewerkte blaaskwintentheorie, die in de musicologie groot opzien baarde toen men hiermee geheel verschillende muzieksystemen leek te kunnen verklaren, met name de stemmingen van Zuid-Amerikaanse panfluiten en Afrikaanse xylofoons. Bovendien voorzag deze theorie in een methode om een cultuurverwantschap tussen onder andere Indonesië en Afrika aan te tonen. De onhoudbaarheid van de theorie werd echter door de Duitse musicoloog Manfred Bukofzer op praktische gronden doeltreffend vastgesteld. Thans gelden het begrip blaaskwint en de hierop gebaseerde theorie nog als een mijlpaal uit het muziektheoretisch denken.